# Татаупа сіроногий
Татаупа сіроногий (Crypturellus duidae) — вид птахів родини тинамових (Tinamidae).

## Поширення
Вид поширений на сході Колумбії, півдні Венесуели, півночі Перу та північному заході Бразилії. Він трапляється в сухих чагарниках на висоті до 500 м. Його також можна зустріти у вологих або сухих низовинних лісах.

## Опис
Птах завдовжки від 28 до 31 см і вагою в середньому 426 г. Оперення верхніх частин темно-коричневе з тонкими чорними смужками на крупі і хвості; горло біле; крона, боки голови, шия та нижня частина мають іржаво-червоний колір, а верхня частина грудей забарвлена в сірий відтінок.

## Спосіб життя
Харчується переважно плодами, які збирає на землі та в низьких кущах. Він також харчується дрібними безхребетними, квітковими бруньками, молодим листям, насінням та корінням. Гніздо облаштовує на землі серед густої рослинності. Самці відповідають за інкубацію яєць, які можуть бути від кількох самиць. Також самці доглядають за пташенятами доки вони не стануть самостійними, зазвичай на 2-3 тижні.